# Chella
Chella (em castelhano e oficialmente) ou Xella (em valenciano) é um município da Espanha na província de Valência, Comunidade Valenciana. Tem 43,3 km² de área e em 2021 tinha 2 437 habitantes (densidade: 56,3 hab./km²).

## Demografia
| Variação demográfica do município entre 1991 e 2004 | Variação demográfica do município entre 1991 e 2004 | Variação demográfica do município entre 1991 e 2004 | Variação demográfica do município entre 1991 e 2004 |
| --------------------------------------------------- | --------------------------------------------------- | --------------------------------------------------- | --------------------------------------------------- |
| 1991                                                | 1996                                                | 2001                                                | 2004                                                |
| 2510                                                | 2539                                                | 2519                                                | 2618                                                |

1. 1 2  «Cifras oficiales de población resultantes de la revisión del Padrón municipal a 1 de enero» (ZIP). www.ine.es (em espanhol). Instituto Nacional de Estatística de Espanha. Consultado em 19 de abril de 2022